# 冯·布劳恩酰胺降解反应
冯·布劳恩酰胺降解反应（德語：Von-Braun-Amid-Abbau）指单取代酰胺与五氯化磷作用，生成相应的腈和卤代烃。